# عبد الهادي أل حريري
عبد الهادي أل حريري (7 أبريل 1982 بسوريا - ) هو لاعب كرة قدم سوري في مركز الهجوم. لعب مع نادي المجد ونادي شباب الأردن.